# Madara Uchiha
Madara Uchiha (うちは マダラ?, Uchiha Madara) è un personaggio della serie manga e anime Naruto di Masashi Kishimoto.
È stato il capo del clan Uchiha nonché, insieme ad Hashirama Senju, uno dei fondatori del Villaggio della Foglia. È considerato uno dei ninja più forti di sempre nonché il primo a conseguire lo Sharingan ipnotico eterno e il Rinnegan dopo l'Eremita delle Sei Vie.
Per la maggior parte della seconda metà della storia Tobi si spaccia proprio per Madara ma durante la quarta guerra ninja si scopre che egli in realtà è il ritenuto morto Obito Uchiha, il quale si è finto Madara proprio per volere di quest'ultimo.
È il principale antagonista della seconda parte del manga.

## Personaggio

### Creazione e sviluppo
Kishimoto, come per gli altri antagonisti, ha creato Madara con l'obiettivo di dar vita ad un personaggio che contrastasse con i valori morali del protagonista. Viene menzionato per la prima volta nel capitolo 309 dalla Volpe a Nove Code durante una conversazione tra il demone e Sasuke nella mente di Naruto; solo nel capitolo 370 si avrà la prima apparizione ufficiale del personaggio, anche se in realtà viene raffigurato durante lo scontro tra Naruto e Sasuke da una delle due statue presenti nella Valle dell'Epilogo.
Per gran parte della storia si è pensato che Madara si celasse sotto le vesti di Tobi ma nel capitolo 559 questa teoria è stata smentita. Nel corso di un'intervista su Shonen Jump Kishimoto ha dichiarato che Madara non ha punti deboli ed è per questo che si differenzia dagli altri antagonisti.

### Aspetto

Il Gunbai (軍配), ovvero l'arma che viene mostrata in possesso di Madara.

Madara è un uomo dal fisico imponente caratterizzato da un'espressione noncurante, che rivela la sua grande sicurezza di sé, e da un sorriso sarcastico di cui fa costante sfoggio.
Porta i capelli neri molto lunghi che gli cadono sulla schiena e indossa solitamente un'armatura di colore rosso simile a quella di Hashirama Senju.
Porta sempre con sé un Gunbai (軍配?), un enorme ventaglio che porta dietro la schiena e che utilizza in combattimento.

### Personalità
Madara viene presentato come un uomo molto sicuro di sé, orgoglioso e dotato di grande autocontrollo ma anche infido, manipolatore e senza scrupoli. La sua ragione di vita era proteggere il clan, motivo per il quale arrivò persino a prendere gli occhi di suo fratello Izuna secondo la versione raccontata da Itachi: in seguito Hashirama rivela che Madara amava suo fratello ancor più di quanto Itachi amasse Sasuke, per cui la versione corretta(supportata anche dai flashback che mostrano come sia stato Tobirama Senju ad uccidere Izuna) è quella raccontata da Obito, nella quale Izuna donò spontaneamente a Madara i suoi occhi in modo che questi ottenesse lo Sharingan ipnotico eterno e quindi un potere ancora maggiore allo scopo di tutelare i suoi compagni.
Nonostante le insistenze di Hashirama affinché la rivalità tra Uchiha e Senju terminasse, Madara voleva che fossero gli Uchiha a detenere il comando e non aveva intenzione di unirsi ai Senju poiché credeva che questi avrebbero assoggettato gli Uchiha, cosa che effettivamente avverrà specie dopo che Tobirama divenne il Secondo Hokage. Dopo che il suo clan lo tradì Madara decise di vendicarsi degli Uchiha stessi e di Hashirama: nonostante gli innumerevoli scontri tra i due Madara afferma più volte di ammirare il rivale ed è solito elogiarne le abilità ritenendole pressoché ineguagliabili, tanto che il suo attacco a Konoha aveva in realtà l'intenzione di impadronirsi delle sue cellule in modo da innestarle in sé stesso e risvegliare il Rinnegan.
Nel corso degli anni è diventato sempre più pessimista e misantropo riguardo alla natura umana, convincendosi che il ciclo dell'odio fosse inarrestabile e che l'umanità non sarebbe mai stata capace di capirsi e di vivere in pace, ma quando lo Zetsu nero lo tradisce Madara viene messo di fronte alla realtà: manipolato da chi credeva una sua creazione, Madara ha causato morte e distruzione per niente e quindi, ormai prossimo a morire, ammette di aver sempre sbagliato e che Hashirama aveva ragione.
In battaglia è solito irritare i suoi avversari al fine di far loro abbassare la guardia e tende a comportarsi con grande arroganza per via della sua forza; questo atteggiamento, tuttavia, risulta molto efficace, tanto che costrinse un giovane Oonoki ad arrendersi durante un combattimento solo spiegandogli la differenza di potere tra loro. Nonostante sia un personaggio freddo e distaccato, Madara è dotato di uno spiccato senso dell'umorismo, sebbene cinico e quasi sempre nero, che tende a sottolineare con sarcasmo le situazioni e a prendere spesso in giro i suoi avversari (ad esempio i cinque Kage) sottolineandone la debolezza.

## Storia
Madara è uno dei cinque figli di Tajima Uchiha e visse molte decine d'anni prima dell'epoca in cui è ambientata la storia principale.
Sin da bambino si distinse all'interno del suo clan per il possesso di un chakra particolarmente forte e fu in rivalità con il fratello minore Izuna: entrambi erano spinti dal desiderio di aumentare la propria forza anche al fine di proteggere il clan, particolarmente temuto e quindi continuamente in lotta. Un giorno incontrò un suo coetaneo di nome Hashirama, col quale aveva molte cose in comune: entrambi avevano perso alcuni dei loro fratelli e avevano lo stesso desiderio, cioè portare la pace nel mondo e creare un villaggio dove i bambini non dovessero più combattere. I due furono, però, divisi dai rispettivi padri e scoprirono di appartenere a due clan rivali: Hashirama, infatti, apparteneva ai Senju, storico clan rivale degli Uchiha, nonché responsabile della morte dei fratelli di Madara (così come gli Uchiha erano responsabili della morte dei fratelli di Hashirama).
Divenuto adulto, Madara fu il primo tra gli Uchiha, assieme a suo fratello, a sviluppare un potere ulteriore rispetto allo Sharingan, l'abilità oculare tipica del suo clan, ovverosia lo Sharingan ipnotico, al prezzo tuttavia della morte di una persona a lui cara e anche suo fratello minore ottenne lo stesso potere. Con il passare del tempo, grazie a questa sua abilità oculare, riuscì ad accrescere fama e influenza del clan, di cui assunse il comando.
L'utilizzo protratto nel tempo dello Sharingan Ipnotico rivelò a Madara il punto debole di quest'abilità, consistente in una progressiva perdita della luce, ossia la cecità. Per evitare di perdere la vista Madara ottenne allora gli occhi del fratello, strappandoglieli secondo la versione di Itachi, mentre Tobi narra che fu Izuna stesso a donare i suoi occhi, sacrificandosi per suo fratello in modo che egli potesse proteggere e guidare gli Uchiha, e che il fatto che gli furono strappati fu solo una voce diffusa in seguito (probabilmente diffusa per via della reputazione di cui il ninja godeva). Come viene rivelato in seguito dallo stesso Hashirama a Sasuke, fu Tobirama ad uccidere Izuna e, in punto di morte, donò a Madara i suoi occhi per il bene del clan. Infine Madara rimase quindi solo alla guida del clan. Itachi racconta che "cambiando di proprietario gli occhi del fratello guadagnarono la luce eterna", ossia il trapianto degli occhi del proprio fratello gli permise di acquisire, primo tra gli Uchiha, uno Sharingan Ipnotico Eterno, ovvero uno Sharingan Ipnotico il cui uso non comportasse più la cecità.
Conoscendo la sua forza e quella del clan, numerosi committenti iniziarono a rivolgersi in numero crescente agli Uchiha, unici ninja in grado di contrapporsi validamente all'altro gruppo ninja preponderante al tempo, i Senju, guidati da Hashirama Senju. Madara e Hashirama continuarono ad affrontarsi in molte occasioni e, alla fine, decisero di unirsi per poter realizzare il loro antico sogno, vale a dire fondare un villaggio comune ed interrompere le continue guerre. Il villaggio in questione fu chiamato Villaggio della Foglia e fu fondato nel Paese del Fuoco, anche grazie alla benedizione del daimyō locale. Quando venne presa la decisione di eleggere un Hokage per guidare il villaggio, Hashirama candidò Madara a tale carica. L'Uchiha fu, però, scartato in favore di Hashirama, molto più popolare e benvoluto dal villaggio. Persa dunque la possibilità di diventare Primo Hokage, Madara iniziò a dubitare dei Senju, soprattutto perché consapevole che Tobirama, che non si fida degli Uchiha, sarà probabilmente l'Hokage successivo e con la sua ascesa gli Uchiha perderanno ogni potere nel villaggio. Per questo esortò gli Uchiha, oramai desiderosi di pace dopo anni di conflitti, ad abbandonare il villaggio, deciso a realizzare il progetto Occhio di Luna. Gli Uchiha rifiutarono Madara e ciò spinse il ninja ad allontanarsi dal villaggio e dichiarare guerra contro il Villaggio e Hashirama che, inutilmente, tentò di convincerlo a restare dalla sua parte. Fu durante questo periodo, inoltre, che Madara riuscì a controllare per la prima volta la Volpe a Nove Code, il più potente fra i nove cercoteri.
Riuscito nell'impresa, Madara si ripresentò tempo dopo al Villaggio della Foglia in cerca di vendetta allo scopo di conquistarlo o distruggerlo (apparentemente). Hashirama e Madara si affrontarono in un'ultima epica battaglia, ma l'Uchiha non riuscì a sconfiggere il rivale e venne ritenuto morto alla fine dello scontro. Il luogo dove si era svolto, trasformato per la violenza della battaglia in un lungo e largo canyon, prese il nome di Valle dell'Epilogo. In realtà Madara riuscì a sopravvivere allo scontro con Hashirama, grazie al fatto che Madara avesse predisposto ad uno dei suoi occhi di attivarsi dopo un certo lasso di tempo, e quindi anche dopo la morte, ed è qui che entra in gioco il potere dell'Izanagi. Trasformando la sua morte in un'illusione, Madara lasciò nella sua tomba sotterranea un clone d'ombra e si impiantò nel corpo un pezzo della carne di Hashirama, da lui sottratto e ingoiato durante il loro scontro (vero motivo della loro lotta), impadronendosi così di una parte del potere dell'Hokage. Tuttavia non ottenne ciò che si aspettava, il Rinnegan, che si sviluppa in lui quando, molto anziano, si trova in punto di morte. Con essi ottiene il potere di evocare la Statua Diabolica (pseudonimo del corpo del decacoda fuso a Kaguya privo del chakra dei cercoteri), fulcro della Luna, sulla Terra. Con l'acquisizione dell'Arte del Legno di Hashirama, creò un clone dell'Hokage stesso e gli Zetsu, suoi fedeli seguaci (che in realtà erano vittime di un precedente Tsukuyomi infinito, fatte uscire dalla Statua Diabolica da Zetsu Nero). In seguito trapiantò i suoi occhi a Nagato e li sostituì con uno sharingan normale Inoltre, per rimanere in vita, collegò il suo corpo alla statua demoniaca, la quale lo alimentava costantemente di chakra.
Durante la terza guerra ninja, Madara salvò Obito Uchiha, ferito gravemente durante la battaglia con i ninja della Roccia, e gli spiegò il piano che aveva elaborato nel corso dei suoi ultimi anni di vita: il piano "Occhio di luna", consistente nel riunire il chakra dei nove cercoteri per ricreare il Decacoda, il cui chakra sarebbe servito per potenziare oltre ogni immaginazione lo Tsukuyomi e rifletterlo sulla Luna, così da far cadere il mondo in un'illusione eterna e sottrarlo per sempre alla guerra. Madara convinse Obito a svolgere per lui questo piano e affidò a Zetsu il compito di aiutarlo. Inoltre, prima di morire, affidò ad Obito anche l'incarico di arruolare Nagato, il ragazzo che in futuro lo avrebbe riportato in vita attraverso la tecnica della Trasmigrazione del Mondo esteriore.
Da quel momento Obito si spacciò per lo stesso Madara e cominciò a catturare i cercoteri insieme all'Organizzazione Alba.
Durante la quarta grande guerra ninja viene resuscitato da Kabuto Yakushi, e dopo un breve scontro con la divisione di Gaara finisce per battersi con i cinque Kage, unici avversari all'altezza della sua forza e della sua fama. Quando Kabuto è costretto, a causa di un'illusione di Itachi, a rilasciare la Tecnica della Resurrezione Impura, Madara sembra in procinto di scomparire, ma riesce a liberarsi dalla tecnica, diventando immortale. Dopo aver facilmente sconfitto i Kage che, secondo lui, neanche tutti assieme non riescono ad eguagliare la forza di Hashirama, raggiunge Obito, il quale sta combattendo contro Naruto Uzumaki, Killer Bee, Kakashi Hatake e Gai Maito.
I due Uchiha, dunque, si ricongiungono per sconfiggere il loro nemico comune e per completare il loro piano. Obito risveglia il Decacoda e, insieme a Madara, si lega a quest'ultimo per controllarlo. Il potere del demone controllato dai due Uchiha riesce a tenere testa sia a Naruto e Killer Bee che a tutta l'alleanza dei ninja, nel frattempo giunta anch'essa sul campo di battaglia per sostenere le due forze portanti. Naruto, dunque, utilizza il chakra della Volpe e lo trasferisce ai suoi compagni e, insieme a loro, riesce a spezzare il legame tra gli Uchiha e il Decacoda. Successivamente, dopo l'arrivo dei quattro Hokage resuscitati da Orochimaru, Madara capisce che è giunto il momento per lui di diventare il nuovo eremita delle sei vie, ma per farlo ha bisogno di ritornare in vita attraverso la tecnica della Trasmigrazione del Mondo esteriore. Attraverso un sigillo, Madara cerca di costringere Obito a resuscitarlo, ma questi non solo resiste al potere di Madara, bensì diventa egli stesso la forza portante del Decacoda.
Dopo una lunga battaglia tra le forze alleate e Obito, alla sconfitta di quest'ultimo riesce a controllarlo attraverso lo Zetsu Nero e a tornare così definitivamente in vita. Madara punta ai cercoteri venendo messo inizialmente in difficoltà. Successivamente una copia di Zetsu Bianco recupera l'occhio destro del rinnegan e lo consegna a Madara il quale evoca la Statua Diabolica e attiva la tecnica Limbo Hengoku, per atterrare i nove demoni in un colpo solo. Dopodiché aziona la Statua per trascinarvici dentro i cercoteri. A lui si oppone Il Secondo Hokage, che però viene sconfitto e il suo chakra viene assorbito da Madara che così è riuscito a vendicare suo fratello. Il secondo Hokage viene raggiunto da Sasuke, che aveva appena avuto una discussione con Hashirama Senju riguardo a una tecnica per bloccare il chakra eremitico di Madara. Tuttavia il tentativo di Sasuke di uccidere Madara si rivela inutile e viene trafitto da Madara stesso con la sua spada che era riuscito a sottrargli poco prima. Liberatosi di tutti gli impicci, Madara evoca dalla Statua Diabolica il Decacoda e ne diventa la forza portante. In questo modo ottiene il potere yang ovvero la modalità eremita delle sei vie, diventando il nuovo Eremita delle sei vie, anche se per avere il potere completo deve avere l'altro rinnegan. Avendo recuperato un solo occhio, si recherà da Obito per recuperare l'altro. Arrivato sul campo di battaglia tenta invano di riportare il suo ex alleato dalla sua parte ma questi gli riesce a togliere parte del chakra del monocoda e dell'ottacoda, gli ultimi due demoni mancanti a Naruto. Dopo un breve scontro con Kakashi e Obito, Madara si ritrova ad affrontare Gai che con l'apertura completa delle otto porte mette in seria difficoltà l'Uchiha. Infine riuscito a sopravvivere al Gai della Notte si ritroverà a che fare con Naruto e Sasuke che hanno acquisito i poteri dell'Eremita delle sei vie.
Dopo aver assorbito l'albero divino e attivato lo Tsukuyomi Infinito, il mondo intero viene colpito dall'illusione e cade nel mondo dei sogni. Solo il Team 7 si salva, protetto dal Susanoo di Sasuke potenziato col suo nuovo occhio. Quando Madara tenta di eliminare i superstiti viene tradito da Zetsu Nero, che dopo averlo trafitto lo usa come tramite per far rinascere la sua creatrice Kaguya Ootsutsuki. Come rivela Zetsu Nero a Naruto e Sasuke, Madara era stato a sua volta una pedina nelle sue mani e che la stele degli Uchiha scritta dall'Eremita delle Sei Vie, la quale dice che lo Tsukuyomi Infinito sia la salvezza del clan Uchiha, è stata modificata da lui proprio per indurre un Uchiha ad appropriarsi dei poteri dei Senju per risvegliare il Potere Yin ovvero il Rinnegan e ottenere il chakra dei cercoteri per unire e ottenere il Potere Yang cioè la modalità eremita delle sei vie. Quando Naruto e Sasuke sigillano Kaguya e liberano i cercoteri, Madara torna alle sue sembianze originarie. Alla fine di tutto, morendo a causa dell'estrazione dei cercoteri, Madara si congederà da Hashirama salutandolo come un amico.

## Capacità ninja
Madara Uchiha è considerato uno dei ninja più potenti della storia: la sua fama è tale da essere temuto anche in terre lontane ed è paragonabile a quella di Hashirama Senju, il Primo Hokage, l'unico che abbia potuto rivaleggiare con lui.
Dotato di eccezionali abilità in ogni aspetto del combattimento, di una quantità notevole di chakra (peraltro molto forte) e di un'arte del fuoco particolarmente potente, è stato, assieme al fratello Izuna, il primo a risvegliare lo Sharingan ipnotico e a scoprirne i segreti; tramite l'uso - magistrale - dell'abilità innata del suo clan è riuscito a soggiogare facilmente la Volpe a Nove Code, che infatti utilizzò contro Hashirama. Come unica tecnica del suo Sharingan Ipnotico ha mostrato il Susano'o, usandolo però con una versatilità e una potenza impressionanti.
È stato il primo ninja a risvegliare lo Sharingan ipnotico eterno, dopo aver ottenuto gli occhi del fratello in modo da ovviare all'imminente cecità dovuta all'utilizzo dello Sharingan ipnotico, e successivamente il Rinnegan: ha ottenuto quest'ultima abilità dopo lo scontro con Hashirama in quanto, in questa occasione, è riuscito a ottenere e successivamente impiantarsi le sue cellule, grazie alle quali è entrato in possesso anche dell'Arte del Legno e di eccezionali abilità mediche. Tecnica peculiare del Rinnegan di Madara, oltre al Chibaku Tensei, è l'Hengoku, tramite la quale può manifestare delle ombre di se stesso nel mondo invisibile conosciuto come Limbo.
Dopo la sconfitta di Obito da parte dell'alleanza riesce a impossessarsi del chakra eremitico del suo eterno rivale e in seguito a diventare la forza portante del Decacoda, ottenendo poteri simili a quelli dell'Eremita delle sei vie: in questo stato si è rivelato immune a qualsiasi arte magica, tanto che solo le arti eremitiche e le arti marziali di altissimo livello come quelle di Gai hanno potuto danneggiarlo, e ha ottenuto una nuova abilità, superiore persino all'Arte della Polvere, che si presenta sotto forma di nove sfere nere e un bastone che può modellare a suo piacimento sia per attaccare che per difendersi. Ha dimostrato inoltre di poter annullare l'effetto rigenerante della Tecnica della Resurrezione, combinando tra loro l'Arte dell'oscurità e l'Arte della luce, e di possedere un potente fattore di guarigione.
In battaglia utilizza un grande ventaglio, chiamato Gunbai (軍配?), che si dimostra capace di assorbire le tecniche nemiche e di rispedirle al mittente.

## Il piano dell'Occhio Lunare
Il piano dell'Occhio Lunare (月の眼計画?, Tsuki no Me Keikaku) è il progetto principale di Madara e successivamente anche di Obito Uchiha.
Durante la sua vita Madara è giunto alla conclusione che il mondo è dominato completamente dal dolore e dalla tristezza: per questa ragione decide di spezzare questo circolo di sofferenza creando una realtà illusoria o, come lui stesso la definisce, «un mondo di soli vincitori, di sola pace e di solo amore». Questo piano si basa sul riunire i nove cercoteri per ricreare il Decacoda, il cui chakra sarebbe servito per potenziare lo Tsukuyomi e, riflettendo i propri occhi sulla Luna, creare un'illusione a livello globale.
Madara lo spiega in questi termini ad Obito, dopo che il ragazzo aveva assistito alla morte della sua compagna Rin di cui era innamorato:
(Madara spiega ad Obito il piano dell'Occhio Lunare)
Proprio nel momento in cui il piano sembra essersi realizzato con successo, Zetsu Nero rivela che in realtà è stato tutto un imbroglio che lui stesso ha architettato: lo Tsukuyomi Infinito con cui Madara e Obito intendevano salvare il mondo non ha mai avuto lo scopo di mettere fine alla sofferenza delle persone ma sarebbe solo servito ad ammassare immense quantità di chakra all'interno di un singolo corpo perché questo potesse poi essere posseduto da Kaguya. Coloro che sono sotto l'influsso della tecnica inizialmente vivono davvero in una realtà illusoria costituita dal loro mondo ideale, ma vengono anche trasformati poco a poco in esseri privi di volontà conosciuti come Zetsu bianchi.

## Altri media
Madara compare nei videogiochi dedicati alla serie Naruto a partire da Naruto Shippuden: Ultimate Ninja Storm 3, nel remake "Naruto Shippuden: Ultimate Ninja Storm 3 Full Burst", in Naruto Shippuden: Ultimate Ninja Storm Revolution e comparirà anche in Naruto Shippuden: Ultimate Ninja Storm 4. Madara compare anche nell'OAV di Naruto Shippuden: Ultimate Ninja Storm Generations dedicato allo scontro tra Hashirama e Madara stesso. All'infuori dei videogiochi di Naruto, esso compare assieme a Sasuke Uchiha e Naruto Uzumaki nel roster del cross-over J-STARS Victory VS + e nel videogioco crossover Jump Force tramite contenuto DLC.